# Lucius Caecilius Metellus (Kr. e. 68)
Lucius Caecilius Metellus (? – Kr. e. 68) római politikus, hadvezér, az előkelő, plebeius származású Caecilia gens Metellus-ágának tagja. Származása ismeretlen. Fivére, Quintus Caecilius Metellus Creticus foglalta el Kréta szigetét.
Életéről keveset tudunk. Kr. e. 71-ben praetor volt, és Sicilia provincia propraetori rangú helytartója lett Kr. e. 70-ben. Kormányzása idején legyőzte a római flottát megszerző kalózokat, visszafoglalta tőlük Syracusae városát, végül kitoloncolta őket a szigetről. Cicero dicsérte emberbarát uralmát, amely valóságos megváltás volt Verres uralma után. Érdekes módon Metellus mégis Verres pártját fogta, és fivéreivel együtt igyekezett megakadályozni a szicíliaiak tanúságtételét az ellene folyó perben.
Kr. e. 68-ban consul lett Quintus Marcius Rex társaként, azonban még az év elején elhunyt.